# NSSDC
NSSDC（英: National Space Science Data Center、訳：米国宇宙科学データセンター）とはNASAのミッションデータのアーカイブを作成しているデータセンター。ゴダード宇宙飛行センターに位置する。1966年設立。

## マスター・カタログ
NSSDCは世界中の、今までに打ち上げられた全ての宇宙探査機と、軌道にのったすべての人工衛星の国際衛星識別符号を記録している。この情報は、衛星に関する文字情報と共に、NSSDCサイト内のMaster Catalogで検索、閲覧できる。